# Porculus piceus
Porculus piceus es una especie de coleóptero de la familia Ciidae.

## Distribución geográfica
Habita en Perú.